# 磨道
『磨道』（まどう）は原作及びネーム：パーダ、作画：五十嵐洋平による日本の漫画作品。パーダ作の『魔道』というWeb漫画のリメイク作品である。『月刊ガンガンWING』（スクウェア・エニックス）にて前後編で読切り掲載をした後、2007年11月号から2009年5月号まで連載した。

## あらすじ
生まれつき体に魔力を持った宝石を持ち、強大な魔力を行使する磨道士と呼ばれる存在がいた。磨道士はたった一人でも国を傾けかねないほどの力を持ち、人々は磨道士のおかげで魔物の支配から脱し、今では国家と国家の争いに磨道士は最重要な存在になっていた。
近隣諸国の中で最も多くの磨道士を所有する「ラミート国」。そこの磨道士であるブラウンは王の名により辺境の地に産まれるとされる予言にあった磨道士を捜しにいくが…。

## 登場人物
リント
主人公。ダイヤモンドの宝石を右手の手のひらに持つラミート国第六磨道士。13歳の少女。
特に高レベルな宝石を持つ為、磨道士の中でも高い魔力を持つ。
元は育ての親との死別から一人旅をしていた孤児。風の強い日に偶然プラチナの磨道士ブラウンに出会い、彼についていく事でダイヤの磨道士として目覚める事になる。
ブラウン
左首筋にプラチナの宝石を持つラミート国第五磨道士。23歳の青年。
無口で無愛想な性格。磨道士の仕事の一つである盗賊狩りをしている最中浮浪児のリントと出会い、偶然リントのダイヤの原石を発掘させ、リントを磨道士として目覚めさせる事になる。
魔法弾と魔法剣を得意としている為、銃と剣の磨道士と呼ばれる事もある。
メッシュとカサギが国家磨道士を辞めるまでは第七磨道士だった。
メッシュ
右膝にマラカイトの宝石を持つ元ラミート国第五磨道士。
元々は相棒のガーネットの磨道士カサギと共に国に仕えていたが、カサギが村を捨てることを拒んだ村人のために無理な戦いを強いられ死んだことに憤慨して、国に仕えるのをやめ、現在はお尋ね者の身である。
口が悪く捻くれた性格の為、歪曲の磨道士と呼ばれることもある。
洞察眼で魔物の心理を読み操ることができる。リントを浚い、カサギを生き返らせようとしている。
ハイス
平和な辺境の街リースの衛兵。若いにも拘わらず棒術と格闘技はかなりの腕前を持つ。
常に被っている帽子に非常食やロープ、ナイフなどをしまっている。
カサギ
右腕にガーネットの宝石を持つ元ラミート国第六磨道士。
遠い異国の片刃の剣と服装を好んで身につけている為、片刃の磨道士と呼ばれることもある。
魔物との戦いで命を落としたが、メッシュがリントをさらって冥界から蘇らせた。
しかし、完全には成功せず、カサギの肉体は悪霊デギに。カサギの魂はトリボーに取り込まれてしまう。
ソシル
左手の手のひらにサファイアの宝石を持つラミート国第三磨道士。
魔物や磨術を封じるのを得意としている為、封断の磨道士と呼ばれることもある。
磨道士をまとめる磨道士団長にしてブラウンの師匠。
デギ
異界の宝石モルダバイトから生まれた悪霊。
他人の体を乗っ取り操ることができる。
ニュート
ルビーの宝石を持つラミート国第四磨道士。
宝石から常に熱を持った磨力を放っている為、灼熱の磨道士と呼ばれることもある。
自分の意思に関係なく周囲のものを燃やしてしまい不自由な生活をしている。
ザグム
パールの宝石を持つラミート国第一磨道士。
石を使った磨術を得意としている為、石の磨道士と呼ばれることもある。
ブラウン、リントを除くラミート国の磨道士たちの師匠。
バルバセン
カーネリアンの宝石を持つラミート国第二磨道士。
甲冑を着込んでいる為、甲冑の磨道士と呼ばれることもある。
肉弾戦を得意としている。

## Web版との主な相違点
- Web版では魔力を持って生まれた魔道士だが、リメイク版では魔力がある宝石を持って生まれた磨道士となっている。
- 魔道士ほどの魔力を持たないものを魔法使いとしていたが、これらの区別がなくなり魔法使いだったメッシュとカサギが磨道士になっている。
- ブラウンが辺境にきた理由は辺境の地に誕生する魔道士を探すためだが、リメイク版では盗賊になったメッシュを倒すためになっている。
- 予言の魔法使いルーセリングが登場せずリントが災厄をもたらすという予言がなくなっている。
- 面識のなかったブラウンとメッシュが知り合いになっている。
- 魔力を暴走させたリントをブラウンが撃つシーンがなくなっている。
- メッシュはリントと同じく魔力で魔物を従えていたが、リメイク版では魔物の心理を読んで操る。
- ライテカは召喚された際、体がちぎれ首だけになるが、リメイク版では最初から首だけのデザインに変更されている。

## 単行本
1. 2008年7月26日発売 ISBN 978-4-7575-2339-5
2. 2008年9月27日発売 ISBN 978-4-7575-2365-4
3. 2009年1月27日発売 ISBN 978-4-7575-2483-5
4. 2009年5月27日発売 ISBN 978-4-7575-2572-6